# Cribbia pendula
Espèce
Synonymes
- Angraecopsis pendula (la Croix & P.J.Cribb) R.Rice[1]

Cribbia pendula est une espèce de plantes à fleurs de la famille des Orchidaceae et du genre Cribbia. C'est une orchidée endémique de l'île de Sao Tomé.